# Death and Other Details
Death and Other Details är en amerikansk kriminaldramaserie vars första säsong har en planerad  premiär på Hulu den 16 januari 2024. Första säsongen består av tio avsnitt.

## Handling
Serien kretsar kring detektiven Rufus Cotesworth och han adept Imogene som gräver efter sanningen på en lyxig segelbåt i Medelhavet där alla verkar dölja något.

## Rollista (i urval)
- Mandy Patinkin - Rufus Coteworth
- Violett Beane - Imogene Scott
- Sophia Reid-Gantzert - Imogene, som ung
- Linda Emond - Agent Hilde Eriksen
- Jayne Atkinson - Katherine Collier
- Lauren Patten - Anna
- David Marshall Grant - Lawrence Collier
- Christian Svensson - Andreas Windeler
- Rahul Kohli - Sunil
- Annie Q. Riegel - Winnie